# Burmannia
- Commons
- Wikispecies

Burmannia L. é um género botânico pertencente à família Burmanniaceae.

## Sinonímia
- Tripterella Michx.

## Espécies
| - Burmannia alba Mart. - Burmannia amazonica Schltr. - Burmannia aprica (Malme) Jonker - Burmannia aptera Schltr. - Burmannia australis Malme | - Burmannia azurea Griff. - Burmannia bakeri Hochr. - Burmannia bancana Miq. - Burmannia bicolor Mart. |

- Lista completa

## Classificação do gênero
| Sistema | Classificação                     | Referência               |
| ------- | --------------------------------- | ------------------------ |
| Linné   | Classe Hexandria, ordem Monogynia | Species plantarum (1753) |